# Zozocolco de Hidalgo
Zozocolco de Hidalgo es una localidad mexicana; se encuentra en la zona norte del estado de Veracruz en la región económico-administrativa llamada Totonaca a 61 km al sur de la ciudad de Poza Rica. Está ubicado entre las coordenadas 20°08” latitud norte y 97°35” longitud oeste, cuenta con una altitud promedio de 280 m s. n. m.

## Historia
Originalmente Tonatico o Tonatiuhco, un altepetl o chuchutsipi, demarcación política prehispánica que englobaba al territorio y sus recursos, cuya principal "plobación" era Tonatico (Tontiuhco), que se encontraba ubicada cerca del río Apulco, entre las localidades de Tecuantepec y Mirador. Cabe mencionar que si bien cada altepetl poseía un centro, no equivalía a una expresión espacial de cabecera o capital; más bien, estaba ligado a la presencia física de su tlahtoque o tlatoani (en nahua) y sus allegados o "corte"; además que las poblaciones totonacas eran dispersas y no constituían un núcleo poblacional del tipo europeo o pueblo, debido a esto, en el siglo XVI, posterior a la conquista se llevó a cabo el plan de congregar a los indígenas en poblaciones al estilo europeo. Su territorio colindaba con los altepeme (plural de altepetl) serranos de Tlapotongo (Espinal) al norte, Matlactonatico y Tenampulco al este, Xonotla y Hueytlalpan al sur y las poblaciones agrupadas en un solo altépetl de Chumatlán, Mecatlán, Chachalintla y Coahuitlán.
Tonatico es una población totonaca anterior a la conquista española junto con Tzozocolco, que era sujeto de Tonatico o posiblemente en confederación. En la Primera Audiencia de La Nueva España, en 1529, Tonatico fue asignado por encomienda al Doctor Blas de Bustamante, que comprendía también dos estancias de ganado mayor, posteriormente en la Segunda Audiencia, en 1532 fue reasignado al encomendero Rodrigo de Guzmán, quien recibía los tributos de la región. En abril de 1544 los tributos se reasignaron a la Corona Española, posiblemente a causa de las recurrentes denuncias por abusos del encomendero. Tonatico es mencionada en "Monarchia indiana" y en las relaciones geográficas de la Diócesis de Tlaxcala. Posteriormente alrededor de 1568, Tonatico fue mudado a Tzozocolco, durante las congregaciones; no se tiene registro si Zozocolco fue previamente congregado, tal como sucedió con Chumatlán en aquella época. Hacia 1568, se registra una población de 1561 "indios" en Tonatico-Zozocolco. En 1581 aparece citado Tonatico como cabecera en la Relación de Xonotla. En 1643, Juan de Palafox y Mendoza, en su visita eclesiástica, menciona a Zozocolco, con 1434 "indios", con cabecera eclesiástica en Xonotla.
Durante el siglo XVII se construye la iglesia de la cabecera municipal, dedicada al culto a San Miguel Arcángel. Durante la colonia, los pueblos de la Sierra cargaban con el peso de conflictos políticos frecuentes, desmandas económicas y tributos excesivos, problemas con ganaderos españoles advenedizos que invadían los cultivos; en Zozocolco se registran intromisiones políticas y en elecciones de personas ajenas a la población en 1716 y 1717.
En 1719, los habitantes de San Miguel Zozocolco o Tonatico Tzozocolco, tomaron posesión de sus tierras mediante la composición de tierras y linderos.
Hacia la segunda mitad del siglo XVIII los problemas se acentúan que la región se vuelve muy violenta con repetidas rebeliones, permaneciendo Papantla militarizada permanentemente hasta el siglo XIX. Las rebeliones se realizaban generalmente contra los alcaldes mayores, sacerdotes y ocasionalmente contra residentes españoles, las principales causas eran la excesiva presión por tributos, intrusiones, abusos y violaciones a derechos elementales. En el siglo XIX, la región participó en el movimiento independentista con su líder Serafín Olarte, oriundo de Coxquihui, quien en 1814, al mando de un ejército totonaca, se unió en Zacatlán a Ignacio López Rayón. El general Serafín Olarte fue, junto a Vicente Guerrero, los únicos ejércitos en permanecer activos en la rebelión después de la ejecución de José María Morelos y Pavón. En 1836-1838 Mariano Olarte, hijo de Serafín, encabezó una insurrección aliado con los federales, en contra de los centralistas.

En 1823, por decreto se establece la inscripción del nombre de Miguel Hidalgo en el salón de sesiones de la H. Cámara de diputados.
Bajo el gobierno de Antonio López de Santa Anna el territorio totonaca fue dividido, la franja costeña fue cedida a Veracruz, con lo cual el estado de Puebla perdió su salida al mar; los totonacas se separaron entre los de la costa y los de la Sierra Hacia 1840 llegaron grupos familiares mestizos a establecerse y repoblar la región de la Sierra, que anteriormente era considerada como una zona de refugio indígena debido a lo escarpado de la sierra. Sin embargo, en la actualidad predominan las familias indígenas y sus tradiciones.
Durante la época de la Reforma, la región fue poblándose de gente mestiza, los cuales, debido al dominio del idioma oficial, adquirieron los puestos de poder, desplazando el centro de poder local de manos totonacas a mestizas, dejando a los indígenas cargos menores y de tipo cultural, como mayordomías, jefaturas locales, etc.
Durante el porfiriato se introdujeron los cultivos de caña y café, abandonando el cultivo tradicional del algodón. También se llevó a cabo la privatización de tierras comunales y fuertes impuestos a la producción agrícola. Durante esta época se generan despojos de tierras y desplazamientos de indígenas. La revolución de 1910 se presentó ocasionalmente como levas forzadas por contingentes de distintos bandos, así como la formación de gavillas que asaltaban poblados. Hacia 1924 la región del totonacapan, incluyendo Zozocolco, fue dominada y tranquilizada por el General poblano Gabriel Barrios.
En 1925 se inaugura el puente Unión de la calle Matamoros, en 1927 se empedraron las calles y se enlajaron las banquetas; en 1929 se inaugura el reloj público de la torre de la iglesia.
En 1973 se construye el camino de terracería que brinda acceso a Papantla; en 1975, por iniciativa de los pobladores de Zozocolco se obtiene la electricidad para el pueblo. En 1979 se obtiene el agua potable de un manantial cercano a la comunidad.

## Clima
El municipio de Zozocolco de Hidalgo presenta dos unidades climáticas, la mayor parte del municipio tiene un clima se clasifica como Cálido Húmedo con lluvias todo el año A(f), con isoterma media anual de 22 °C a 24 °C, y temperatura del mes más frío mayor a 18 °C. Precipitación total anual de 2000 a 2500 mm, precipitación del mes más seco mayor a 40 mm con régimen pluviométrico intermedio entre verano e invierno. La evapotranspiración es del orden de 1000 a 1100 mm al año.
En las partes más altas del municipio, al suroeste, el clima es semicálido húmedo con lluvias todo el año (A)C(fm), con isoterma media anual que va de 20 a 22 °C y temperatura del mes más frío menor a 18 °C. Precipitación total anual de 2500 a 3000 mm, precipitación del mes más seco mayor a 40 mm con régimen pluviométrico intermedio entre verano e invierno. La evapotranspiración es del orden de 900 a 1000 mm al año.

## Tradiciones
El municipio de Zozocolco de Hidalgo celebra su tradicional fiesta el 29 de septiembre en honor a San Miguel, en esta fiesta también se yergue el palo, hoy un tubo metálico para los voladores; está en el centro, en una plaza de piedra. Cerrado por una escalinata de lajas, este espacio ritual tiene el aire de una plaza prehispánica.